# Сидни Монкриф
Сидни Алвин Монкриф (енгл. Sidney Alvin Moncrief; Литл Рок, Арканзас, 21. септембар 1957) је бивши амерички кошаркаш и кошаркашки тренер. Играо је на позицији бека.

## Успеси

### Појединачни
- НБА Ол-стар меч (5): 1982, 1984, 1984, 1985, 1986.
- Одбрамбени играч године НБА (2): 1982/83, 1983/84.
- Идеални тим НБА — прва постава (1): 1982/83.
- Идеални тим НБА — друга постава (4): 1981/82, 1983/84, 1984/85, 1985/86.
- Идеални одбрамбени тим НБА — прва постава (4): 1982/83, 1983/84, 1984/85, 1985/86.
- Идеални одбрамбени тим НБА — друга постава (1): 1981/82.